# Lennart Persson (biolog)
Lennart Persson, född 1948, är en svensk biolog.
Persson disputerade 1982 vid Lunds universitet. Han är professor vid Umeå universitet.
Hans forskning gäller akvatisk ekologi, framför allt biologisk mångfald och populationsdynamik.
Persson invaldes 2006 som ledamot av Kungliga Vetenskapsakademien.